# Vígh István
Vígh István (Halmi, 1936. augusztus 13. —) erdélyi magyar festő, szobrász, restaurátor.

## Fiatalkora
1936. augusztus 13-án született Halmiban, a romániai Szatmár megyében, volt Ugocsa Járásban. Szülei iparosok voltak a három határ által közrezárt fejlett mezővárosban. Édesanyja, Németh Anna női divat varrodát vezetett, édesapja, Vígh Sándor műbútorasztalosként dolgozott. Az ügyeskezű, tehetséges embert bízták meg Halmi és a környező települések bejárataihoz felállítandó pléhkrisztusok festésével is. Vígh Sándor harminchatéves korában tüdővészben hunyt el, így édesanyja egyedül nevelte tovább az ekkor hétéves fiukat, Vígh Istvánt.

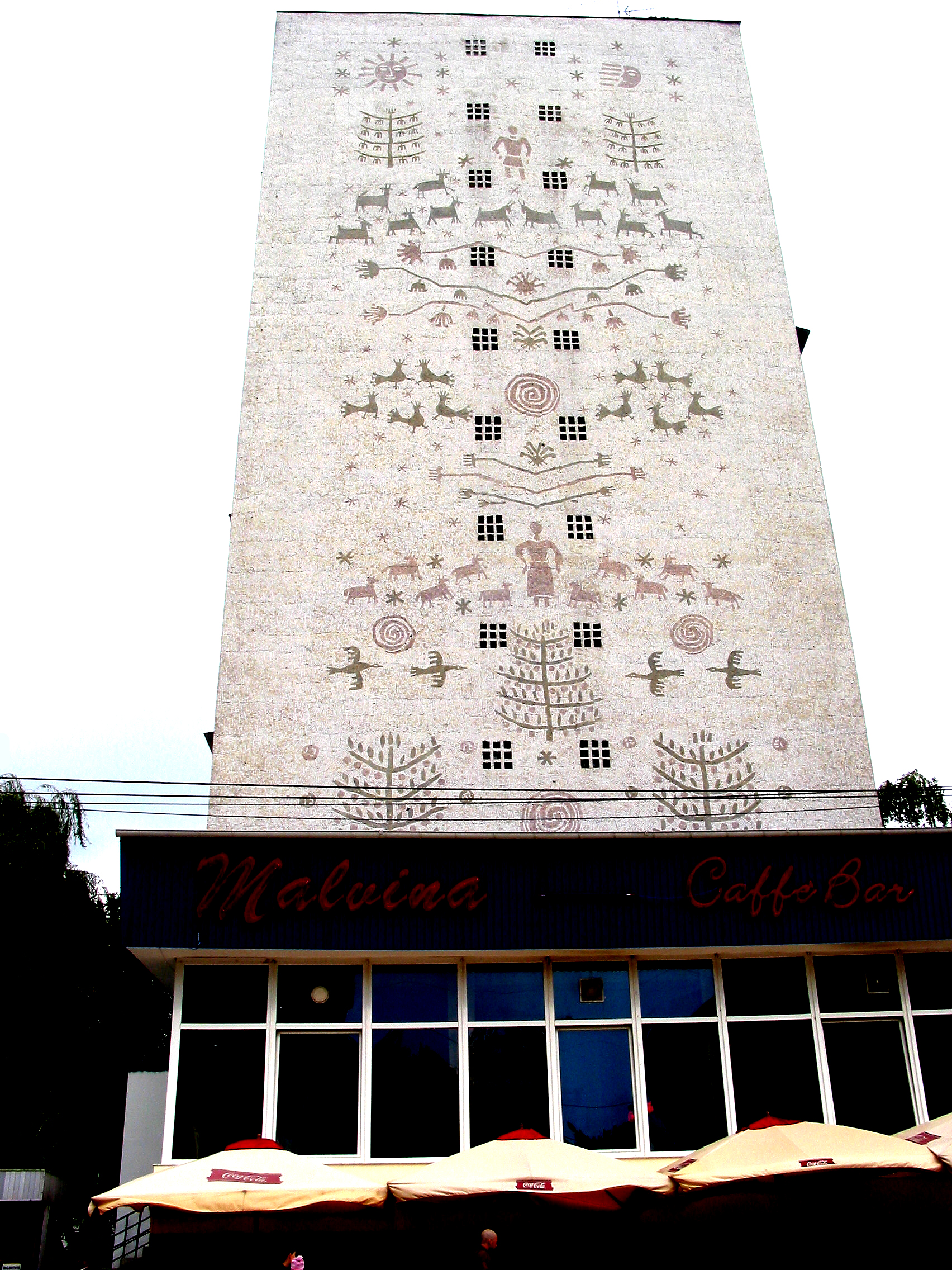
Vígh István_Márványmozaik a tízemeletes épület homlokzatán, Szucsáva

## Iskolái, pályakezdése
A négy elemi osztályt Halmi római katolikus iskolájában végezte, majd 1946 és 1948 között a Szatmári Állami Magyar Fiú Líceumba járt, az 1948-as tanügyi reform után pedig ismét Halmiban folytatta tanulmányait. 
1949 és 1951 között a Szatmári Tanítóképzőben tanult.
Két évet töltött a Nagybányai Képzőművészeti Középiskolában, ahol tanulmányai mellett a város filmszínházának hatalmas plakátjait is készítette. 1954-ben a Marosvásárhelyi Zenei-Képzőművészeti Középiskolában érettségizett. Kitűnő eredményeivel azonnal felvételt nyert a bukaresti egyetemre. 1954 és 1960 között a Nicolae Grigorescu Képzőművészeti Egyetem hatéves képzése meghatározó időszak volt Vígh István munkásságában. Monumentális festészet szakra vették fel és az akkori képzőművészeti élet kiemelkedő és meghatározó személyiségei tanították, köztük Gheorghe Labin, George Baron de Löwendal és Gheorghe Popescu.
A monumentális festészeti diploma mellett a rajztanári képesítést is megszerezte. Egyetemi tanulmányait kitüntetéssel fejezte be és pályáját Szucsávában, a bukovinai kolostorok földjén kezdte.
Először a Népművészeti Iskolában festészetet tanított, majd 1961 és 1966 között képzőművészeti és népművészeti szakreferensként a tartományi népalkotási házban dolgozott. Maradandó alkotásnak bizonyultak és ma is láthatók Szucsávában a három ötemeletes és egy tízemeletes épület homlokzatán lévő márványmozaikok, melyek létrejötte a Vígh István és Gheorghe Popescu által létrehozott művészcsoportnak volt köszönhető.

## Franciaországban
1969-ben a francia kulturális miniszter egyik munkatársának meghívására Párizsba utazott. Az egy hónapra szóló meghívásból közel egyéves kinntartózkodás lett. Vendéglátóinak, a Maison Pour Tous munkatársainak köszönhetően bejárta az ország nagy részét és számtalan portrét készített a francia emberekről, s egy térplasztikát az Alpokban. Kiállításait neves művészek, írók műkritikusok, költők – köztük Eugene Ionesco – is megtekintették. A Hotel Morrisban találkozott Salvador Dalival és maradandó élményt jelentett számára a művésszel való eszmecsere. A Francia-Alpokban született meg felkérésre, a Maison Pour Tous emblémájaként a Tölgyember, ami Vígh István stílusának meghatározó eleme lett. A gyökereivel szorosan a földhöz kapcsolódó tölgyember alakja ágaival az ég felé nyújtózik. A motívum a művész későbbi grafikáin, térplasztikáin, monumentális alkotásain is megjelenik.

## Itthon
Hazatérve Bukarestbe költözött, a Romániai Műemlékvédő Intézet freskórestaurátora lett. 1971 és 1973 között feltárt Bibarcfalván, az ottani református templom északi belső falán egy 40 négyzetméternyi, a XVII. századi Szent László legendakörből származó freskót. Restaurálta Csíkrákoson /Göröcsfalva/ a székely várkapitányság banderiális temploma tornyának déli falán lévő sgrafittót, konszolidálta a teljesen tönkrement északi falat, valamint Kovács Dénes munkáját koordinálta a torony keleti és nyugati külső falain. Megerősítette a székelydályai református templom külső falán lévő Krisztus freskót.
Vígh István munkássága előtt Romániában nem foglalkoztak freskórestaurálással, így ő tekinthető az ottani freskórestaurálás megalapítójának. 
A sokoldalú művész belekóstolt a színházi életbe is. 1973 és 1975 között a Sepsiszentgyörgyi Állami Magyar Színház díszlet- és jelmeztervezőjeként több darab díszletét, jelmezét, plakátját, műsorfüzetét tervezte meg. A színház igazgatójával, Dukász Anna érdemes művésszel járt először az Egyesült Államokban 1974 tavaszán. New Yorktól Miamiig a keleti part tíz városában volt kiállítása.

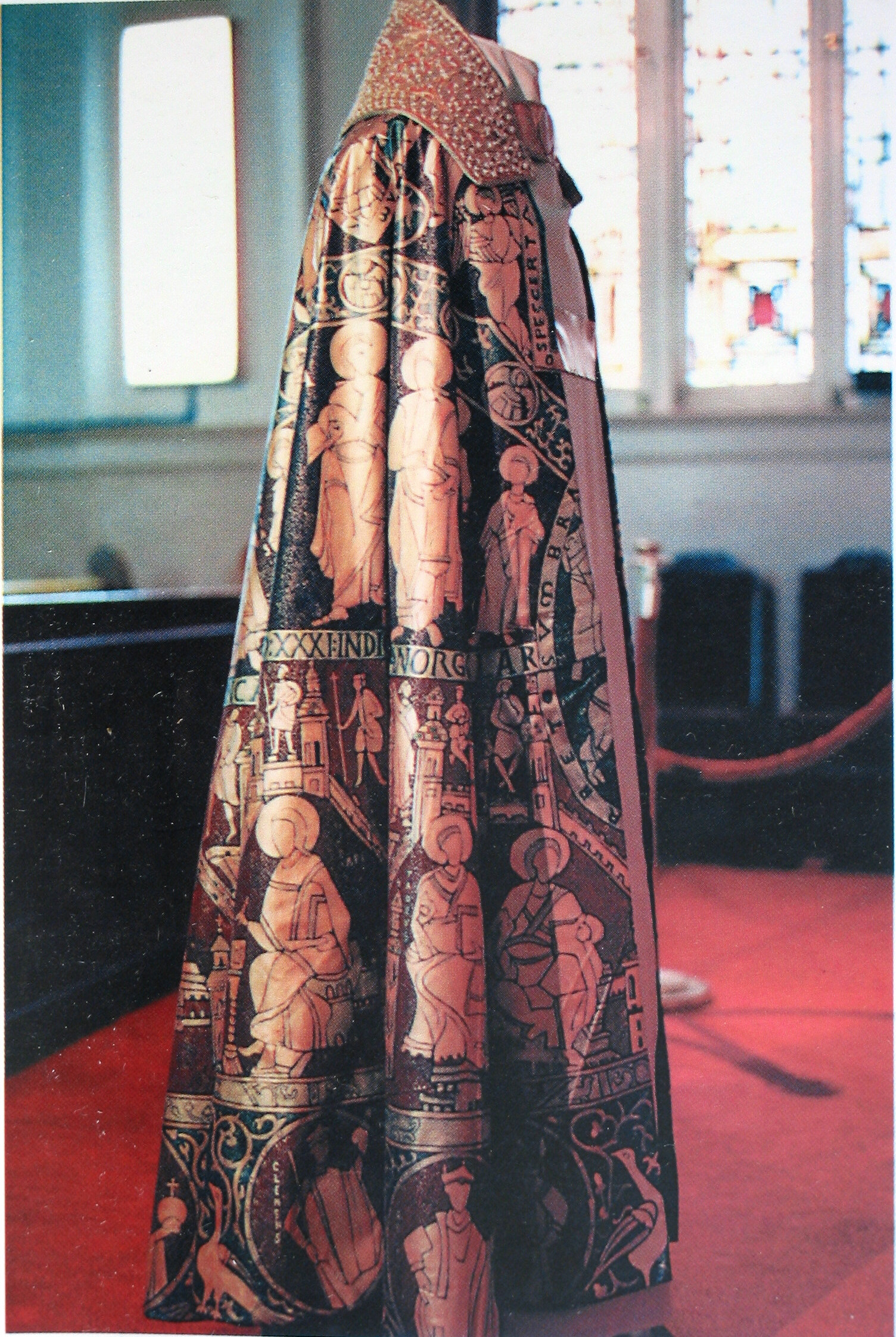
Vígh István: A koronázási palást replikája, New York

## Az Egyesült Államokban

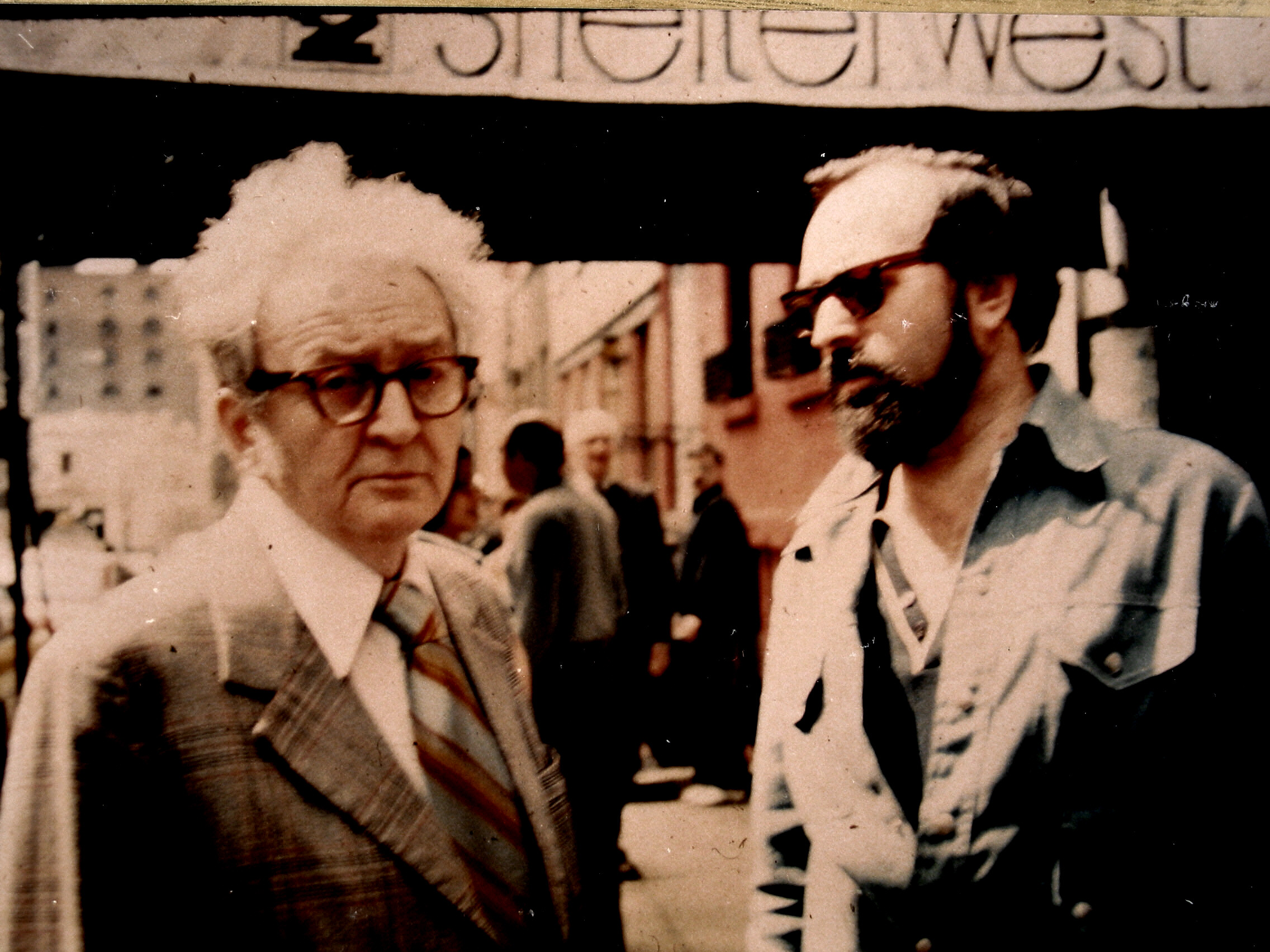
Szalay Lajos és Vígh István New Yorkban, 1979-ben

1975. július 13-án ismét elindult a művész Amerikába. Útközben tíz hónapot töltött Németországban, ahol házasságot kötött Dukász Annával. 1976 májusában New Yorkban telepedett le.

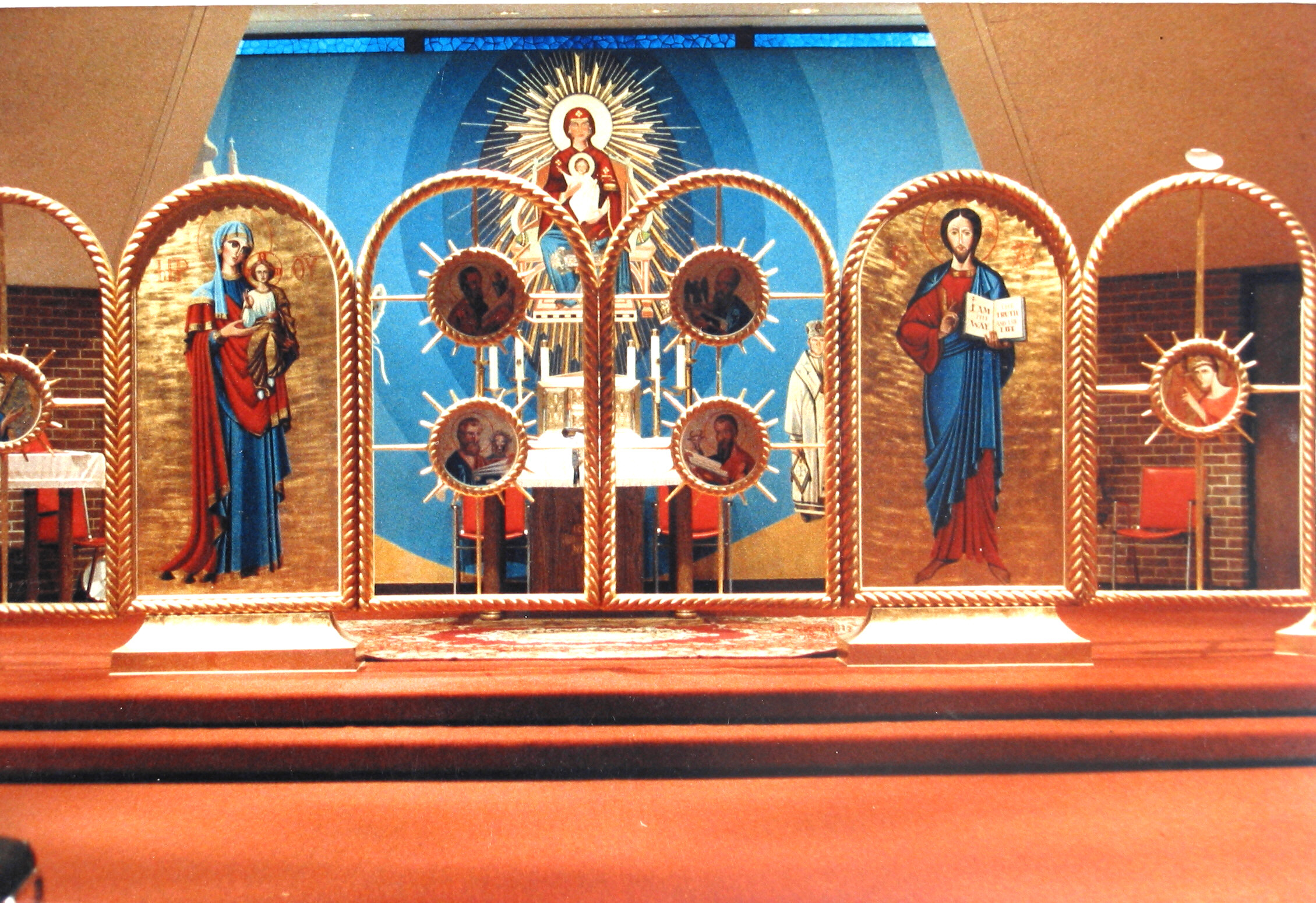
Vígh István: Ikonosztázion a Matawani görögkatolikus monostor kápolnájában

Érdekes, változatos 20 év következett a művész életében. Itt kapta munkásságának – saját bevallása szerint – egyik legnagyobb volumenű és legszebb megbízatását. Két évig dolgozott Matawanban, New Jersey államban, a bazilita kolostorbeli kápolna belső terének tervezésén és kivitelezésén. A kupola és az oltár mögötti fal felülete több mint 200 négyzetméteres. A modern épületbe egyedi megoldású és megfogalmazású ikonosztázion, a kupolába pedig egy 6 méter átmérőjű pantokrátor-ábrázolás került. A díszítésekhez  22 karátos aranyfüstöt használt.
1988-ban New Yorkban bőr alapra elkészítette a koronázási palást replikáját és a szent korona másához a miniatűröket.
Tagja lett a National Society of Mural Painters-nek, s a társaság ajánlására Long Islandon egy 1805-ből származó Defour tapéta-részletet restaurált, ami a kínai császári udvart ábrázolta. Ugyancsak New Yorkban egy magángyűjteményben lévő XVIII. dinasztiakori egyiptomi és egy pompeji freskórészletet restaurált.
A művész hat éven át egy-egy félévet töltött Ausztráliában, ahol Queanbeyan - Canberra alvóvárosa - kulturális központjának homlokzatán egy 34 négyzetméteres falfestmény viseli a keze nyomát. A bennszülöttek és a bevándorlók békés együttélése című alkotás Ausztrália 200. évfordulója alkalmából készült. Vígh István a város díszpolgára lett és felkérték Queanbeyan vizuális képének kialakítására.

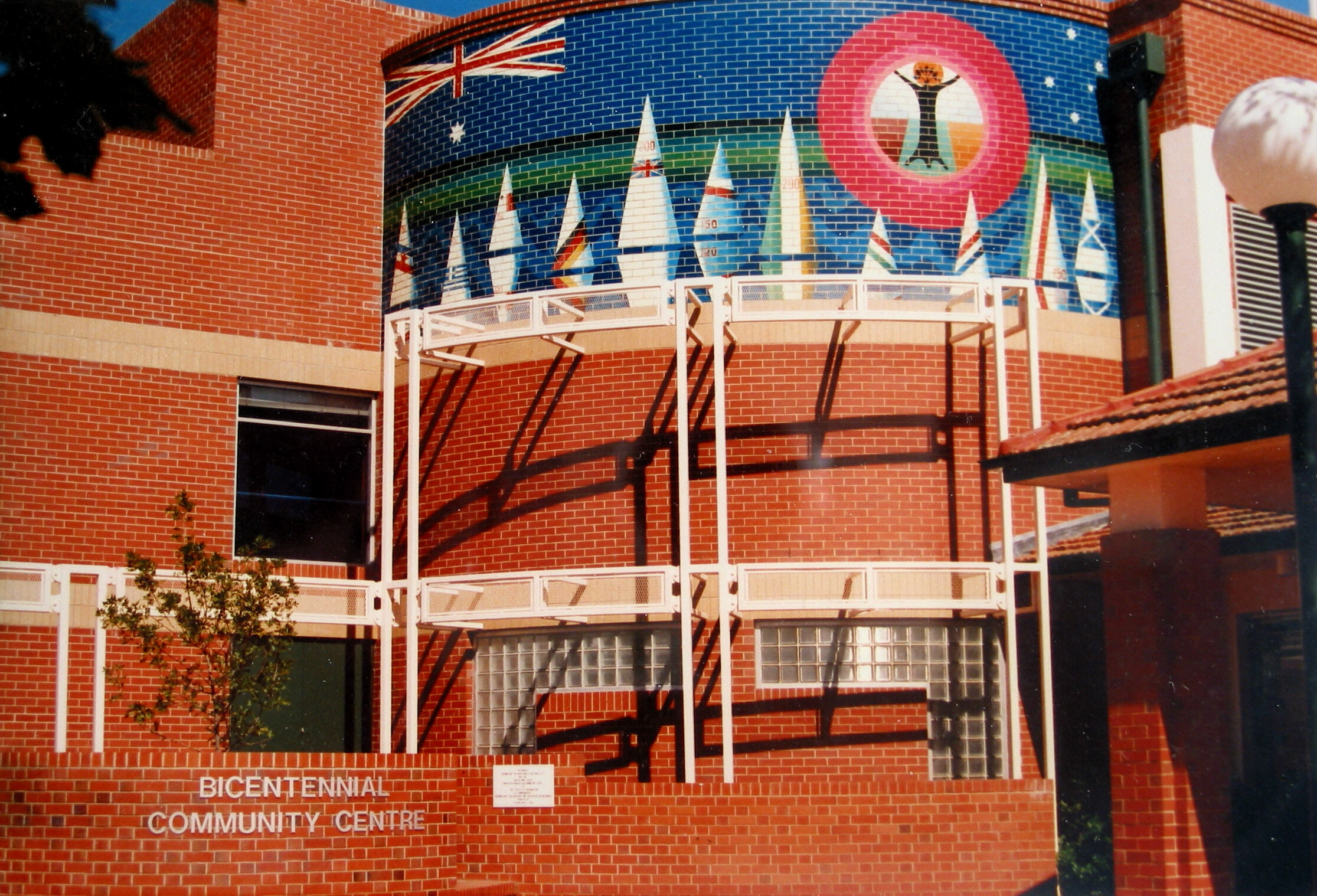
Vígh István: Ausztrália 200 éves évfordulójára készült falfestmény, Queanbeyan, Ausztrália

## Végleges hazatérése
A magyarországi és a romániai rendszerváltás után minden évben hosszú hónapokat töltött a két ország művészei által szervezett alkotótáborokban - Szárhegyen, Nagymihályban, Hajdúböszörményben, Kámjánkán, Hortobágyon, Bártfán, Pöstyénben, Makón, Gallspachban. 1996 januárjában Debrecenben telepedett le, 2000-ben elhunyt felesége, Dukász Anna. A művész 2006-ban kötött újabb házasságot Balogh Júlia újságíróval.
Több éven át a Debreceni Agrártudományi Egyetem fakultatív művészeti képzését vezette. Diákjai számos díjat nyertek az országos megmérettetéseken. 
Megírta önéletrajzi regényét, amely Halmitól Debrecenig, New Yorkon és Queanbeyan-en át címmel magánkiadásban jelent meg 2006-ban. Ebben az időben is fáradhatatlanul dolgozott: 1987 és 1988 között festette a hortobágyi Petőfi Sándor Általános Iskolát díszítő 80 négyzetméteres faliképét a Tölgyemberek a Nap vonzásában címmel. 1998 és 1999 között Hortobágy flórája és faunája címmel egy 74 négyzetméteres falfestményt készített a hortobágyi óvoda halljába.
A művész 64. születésnapján 64 festményt ajándékozott Hortobágy nagyközségnek, amelyek ma is a polgármesteri hivatal helyiségeit díszítik.
2001-ben a Debreceni Bőrklinika halljában avatták fel a 75 négyzetméteres Aszály és a 65 négyzetméteres Tavaszi fesztivál című tojástempera falfestményeit.
2006-ban állandó kiállítása nyílt szülővárosában. Több száz munkája és életének dokumentációs anyaga a polgármesteri hivatal új szárnyának négy termében került kiállításra. Ugyanekkor Halmi díszpolgárává avatták.

## Egyéni és csoportos kiállításai
Több száz egyéni és csoportos kiállítása nyílt meg Romániában, Franciaországban, Belgiumban, Németországban, Svájcban, Ausztriában, Magyarországon, Szlovákiában, Ukrajnában, az Egyesült Államokban, Kanadában, Izraelben, Ausztráliában, Új-Zélandon.

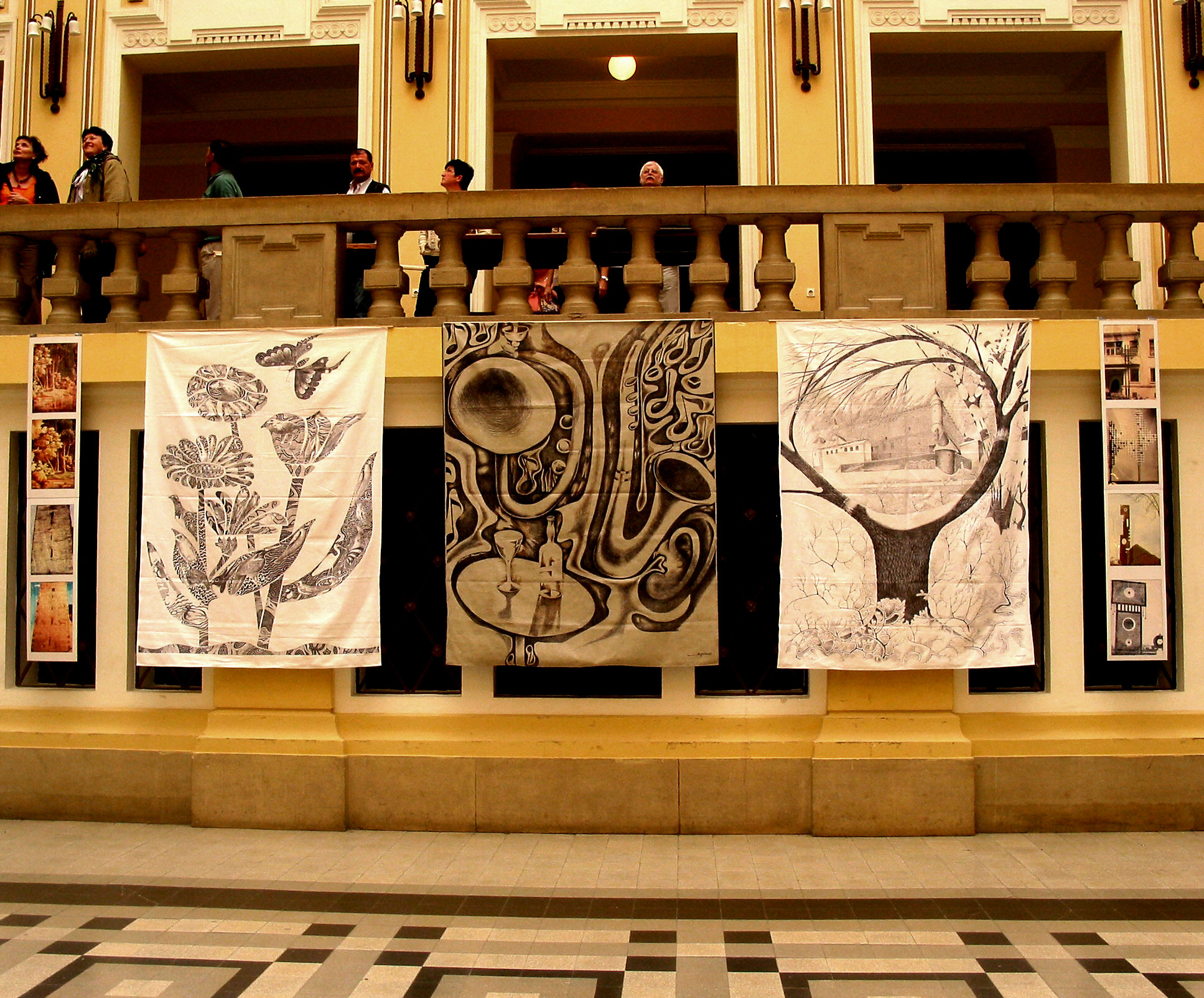
Vígh István kiállítása a Debreceni Egyetem díszudvarán, 2006

## Monumentális alkotásai
- Az idő 3,5 m.vörösréz Chalmieux-ban, Francia-Alpok, 1969
- Ikarusz 5 méter magas fémstruktúra a Bukaresti Építőanyagipari Minisztérium kertjében, 1971
- Tölgyemberpár 13 méteres vörösréz és 2,5 tonna szürke andezit városkapu Sepsiszentgyörgy Brassó felőli bejáratánál, 1972
- A szerelem 2,5 x 2 méteres vörösréz relief, Yerres
- A New York-i Első Magyar Református Egyház templomának karzatán 28 mintás kazetta;
- Tölgyember 0,8 négyzetméter vörösréz alkotás, a Maison Pour Tous székház emblémája, Párizs
- Az idő II 3,5 m réz struktúra,
- A látszat csal 3 x 1 méteres réz struktúra, Szucsávában a Cserealkatrész üzem kertjében.
- A Tölgyemberek" ciklusból 7 vászongrafika (200cm x 150cm)a Nagykárolyi Kántorképző Iskola folyosóján

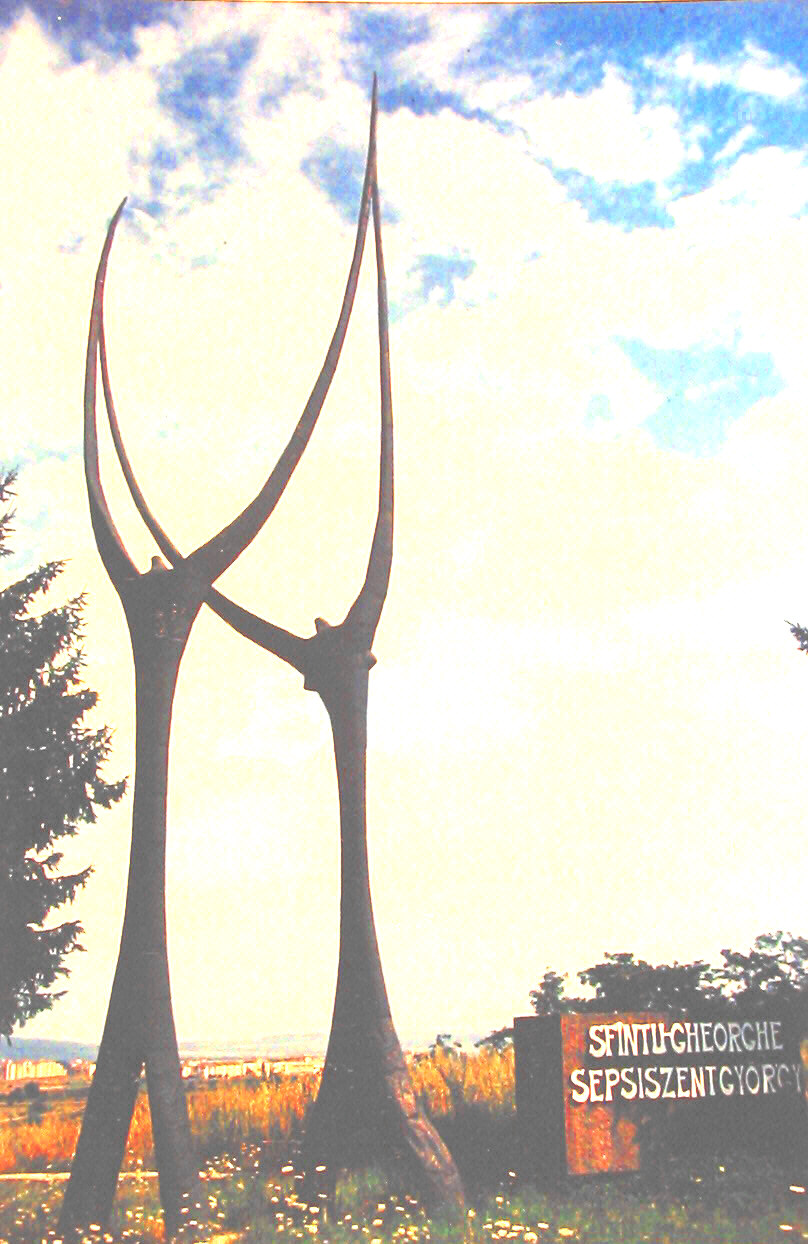
Vígh István: Tölgyember városkapu, Sepsiszentgyörgy, Románia

## Borítólapok és illusztrációk
- Horváth István: Nyomok porban, hóban (Bukarest. 1968);
- Hervay Gizella: Tőmondatok (Bukarest, 1969);
- Iváni Zoltán: Rigófütty a Kárpátokban (New York 1980);
- Vidovics Ferenc: Elszigeteltségben (New York, 1992);
- Végvári Vazul: Csöndlakodalom (Esztergom, 2003).